# Grzegorz Kurczuk
Grzegorz Kurczuk (Warsaw; 20 de Setembro de 1949 — ) é um político da Polónia. Ele foi eleito para a Sejm em 25 de Setembro de 2005 com 9683 votos em 6 no distrito de Lublin, candidato pelas listas do partido Sojusz Lewicy Demokratycznej.
Ele também foi membro do Senado 1993-1997, Sejm 1997-2001, and Sejm 2001-2005.